# Maddalena Vaglio Tanet
Maddalena Vaglio Tanet (geb. 1985 in Biella) ist eine italienische Schriftstellerin. Sie ist für ihren Debütroman Tornare dal bosco, der 2024 unter dem Titel In den Wald auf Deutsch erschien, und ihre Arbeit als Verfasserin von Kinder- und Jugendbüchern bekannt.

## Leben
Vaglio Tanet wurde 1985 in Biella geboren. Sie studierte Literaturwissenschaft an der Universität Pisa und an der Scuola Normale Superiore. Anschließend zog sie nach New York, um an der Columbia University zu promovieren, wo sie eine Arbeit über Valerio Magrelli und Amelia Rosselli schrieb. Sie lebte mehrere Jahre in Berlin und zog zuletzt in die Niederlande (Maastricht), wo sie als literarische Scoutin arbeitet.

## Wirken
Vaglio Tanet veröffentlichte Gedichte auf Italienisch und Deutsch sowie mehrere illustrierte Bücher. Mit ihrem ersten Buch Il cavolo di Troia e altri miti sbagliati (2020) war sie 2021 Finalistin für den Premio Strega Ragazze e Ragazzi als bestes Debüt. 2022 folgte Casa Musica (come un papero innamorato), wofür sie den Premio Orbil gewann. Ihr Roman Tornare dal bosco (2023) wurde in mehrere Sprachen übersetzt. Das Buch war einer der zwölf Kandidaten für den Premio Strega 2023. In In den Wald (deutsch 2024) erzählt sie die Geschichte einer Lehrerin, die nach dem Suizid einer Schülerin im Wald verschwindet. Der Roman basiert auf einem realen Ereignis, das in den 1970er-Jahren in Bioglio stattfand und an dem eine Verwandte der Autorin beteiligt war.
Im Jahr 2024 erschien ihr Buch Rim e le parole liberate bei Rizzoli. In diesem Kinderbuch werden Worte als kleine fliegende Kreaturen dargestellt, und die Protagonistin Rim versucht, sie zu befreien. Das Buch enthält zahlreiche Wortspiele und eine gesellschaftskritische Botschaft über den Zugang zu Bildung und Kultur.

## Auszeichnungen
Mit Il cavolo di Troia e altri miti sbagliati war sie 2021 Finalistin beim Premio Strega Ragazze e Ragazzi als bestes Debüt. Für Casa Musica gewann sie den Premio Orbil. In den Wald wurde in mehrere Sprachen übersetzt und gehörte zu den zwölf Finalisten des Premio Strega 2023. Rim e le parole liberate wurde 2024 in die Shortlist des Premio Strega Ragazze e Ragazzi in der Kategorie 8+ aufgenommen.